# 20873 Еванфранк
20873 Еванфранк (20873 Evanfrank) — астероїд головного поясу, відкритий 2 листопада 2000 року.
Тіссеранів параметр щодо Юпітера — 3,477.